# ヤオヨロズ
ヤオヨロズ株式会社（英: YAOYOROZU CO.,LTD.）は、かつて存在した日本のアニメ制作会社。ジャストプロのアニメーション事業部であった。

## 概要
2013年8月に寺井禎浩と石ダテコー太郎（のちに退社、アニメーション制作会社バウンスィを立ち上げ）、たつき、福原慶匡によって設立された。セルルック3DCGを主体としたアニメーションの制作を行っている。
2017年12月28日、第3回「CGWORLD AWARDS」大賞を受賞。
2020年3月31日に開催された株主総会の決議により解散、ヤオヨロズのアニメーション事業は8millionへ移管・統合されたと8million代表取締役である福原慶匡のツイッターアカウント上で発表されたが、登記上は統合されていない。

## 作品

### テレビアニメ
2013年
- 直球表題ロボットアニメ（ザルゴザール名義）
- てさぐれ!部活もの

2014年
- てさぐれ!部活もの あんこーる
- みならいディーバ（※生アニメ）

2015年
- てさぐれ!部活もの すぴんおふ プルプルんシャルムと遊ぼう

2016年
- 美少女遊戯ユニット クレーンゲール（宣伝協力）
- ナゾトキネ（宣伝協力）

2017年
- けものフレンズ
- ラブ米 -WE LOVE RICE-（企画・原作、アニメーション制作：エンカレッジフィルムズ）
- ラブ米 -WE LOVE RICE- 二期作（企画・原作、アニメーション制作：エンカレッジフィルムズ）

2019年
- ケムリクサ

### Webアニメ
- ガールフレンド（♪）（2016年） - 宣伝協力

### 舞台
- RICE on STAGE「ラブ米」 - 企画・原作[注釈 1]
  - 〜Endless rice riot〜（2017年11月17日～11月26日）
  - Festival in バレンタイン（2018年2月14日～17日）
  - 〜I'll give you rice〜（2018年4月21日～30日）